# Superliga polska w piłce ręcznej mężczyzn (2016/2017)
Superliga polska w piłce ręcznej mężczyzn 2016/2017 – 61. edycja najwyższej w hierarchii klasy ligowych rozgrywek piłki ręcznej mężczyzn w Polsce, mająca na celu wyłonienie mistrza Polski na rok 2017, a także drużyn, które uzyskają prawo występu w europejskich pucharach w sezonie 2017/2018. Od sezonu 2016/2017 Superliga polska została przekształcona w ligę zawodową i nad przebiegiem rozgrywek czuwa nowy organizator rozgrywek Superliga sp. z o.o., który przejął od ZPRP ich prowadzenie. Akt założycielski spółki przewidywał udział 12 drużyn oraz możliwość poszerzenia rozgrywek o 2 drużyny. W zmaganiach wzięło udział 14 drużyn.
Sponsorem tytularnym w sezonie 2016/2017 nadal było Polskie Górnictwo Naftowe i Gazownictwo, stąd ich marketingowa nazwa brzmiała PGNiG Superliga Mężczyzn. 27 lipca 2016 zostało przedstawione nowe logo rozgrywek.
Tytułu mistrza Polski broni Vive Tauron Kielce. W tym sezonie beniaminkami były: Meble Wójcik Elbląg oraz Piotrkowianin Piotrków Trybunalski, a z superligi spadł Śląsk Wrocław. Zespoły Stal Mielec oraz Wybrzeże Gdańsk otrzymały licencję na udział w rozgrywkach w ramach poszerzenia ligi do 14 drużyn.
Na okres 3 lat liga zawodowa została zamknięta i w tym okresie nie będzie spadków do niższej klasy rozgrywek. Możliwe jest po sezonie wykluczenie z rozgrywek zespołu, który nie będzie spełniał wymogów licencyjnych. Możliwe jest poszerzenie liczby drużyn do 16, pod warunkiem spełniania wymogów licencyjnych przez zwycięzców grup I ligi.
W celu uatrakcyjnienia rozgrywek PGNiG Superligi, po zakończeniu rundy zasadniczej, zostały wprowadzone rozgrywki o Puchar PGNiG Superligi dla drużyn, które zajęły w swoich grupach miejsca 6-7, przegrały baraże o rundę finałową (o "Dziką Kartę") oraz odpadły w ćwierćfinałach.

## Drużyny
| | Uczestnicy poprzedniej edycji      |    |
| --- | ---------------------------------- | -- |
| KSK | Vive Tauron Kielce                 | 1  |
| PLO | Orlen Wisła Płock                  | 2  |
| PUL | Azoty-Puławy                       | 3  |
| KWI | MMTS Kwidzyn                       | 4  |
| ZAB | NMC Górnik Zabrze                  | 5  |
| LEG | KPR Legionowo                      | 6  |
| LUB | Zagłębie Lubin                     | 7  |
| GLO | Chrobry Głogów                     | 8  |
| OPO | Gwardia Opole                      | 9  |
| MIE | Stal Mielec                        | 11 |
| | Awans z baraży o awans/utrzymanie  |    |
| SZC | Pogoń Szczecin                     | 10 |
| | Awans z grupy A I ligi 2015/2016   |    |
| ELB | Meble Wójcik Elbląg                | 1  |
| GDA | Wybrzeże Gdańsk                    | 3  |
| | Awans z grupy B I ligi 2015/2016   |    |
| PIO | Piotrkowianin Piotrków Trybunalski | 1  |
| Oznaczenia: - kolumna pierwsza – skróty nazw drużyn wpisane na mapie, - kolumna trzecia – miejsce zajęte przez daną drużynę w poprzednim sezonie. |                                    |    |

## System rozgrywek
W rundzie zasadniczej zespoły zostały podzielone na dwie grupy: granatową i pomarańczową. Rozgrywki prowadzone były systemem kołowym w formie mecz-rewanż obejmującym wszystkie drużyny z obydwu grup. Wszystkie mecze musiały zakończyć się wynikiem rozstrzygającym (zlikwidowane zostały remisy). W przypadku braku rozstrzygnięcia w regulaminowym czasie rozgrywana była dogrywka 2 × 5 min. Jeśli ona nie przyniosła rozstrzygnięcia – następowała seria rzutów karnych.
W meczach barażowych do rundy finałowej (o "Dziką Kartę") oraz rundzie finałowej mecze mogą zakończyć się remisem. W przypadku remisu w dwumeczu, po zakończeniu drugiego meczu zarządzana jest dogrywka i ewentualnie seria rzutów karnych.
W meczach o Puchar PGNiG Superligi mecze muszą zakończyć się wynikiem rozstrzygającym, podobnie jak w rundzie zasadniczej.

## Zasady punktacji
Zwycięstwo: 2 pkt

Zwycięstwo z zespołem ze 'swojej' grupy: +1 pkt

Porażka po dogrywce: 1 pkt

Porażka bez dogrywki: 0 pkt

## Trenerzy
| Lp. | Drużyna                            | Trener                        |
| --- | ---------------------------------- | ----------------------------- |
| 1.  | Vive Tauron Kielce                 | Tałant Dujszebajew            |
| 2.  | Orlen Wisła Płock                  | Piotr Przybecki               |
| 3.  | Azoty-Puławy                       | Marcin Kurowski               |
| 4.  | MMTS Kwidzyn                       | Patryk Rombel                 |
| 5.  | NMC Górnik Zabrze                  | Ryszard Skutnik               |
| 6.  | KPR Legionowo                      | Robert Lis                    |
| 7.  | Zagłębie Lubin                     | Paweł Noch                    |
| 8.  | Chrobry Głogów                     | Jarosław Cieślikowski         |
| 9.  | Gwardia Opole                      | Rafał Kuptel                  |
| 10. | Stal Mielec                        | Krzysztof Lipka Tomasz Sondej |
| 11. | Pogoń Szczecin                     | Rafał Biały Sławomir Fogtman  |
| 12. | Meble Wójcik Elbląg                | Jacek Będzikowski             |
| 13. | Wybrzeże Gdańsk                    | Damian Wleklak                |
| 14. | Piotrkowianin Piotrków Trybunalski | Dmytro Zinczuk                |

## Hale
| Miasto               | Klub                               | Hala                                             | Adres                                 | Pojemność | Zdjęcie |
| -------------------- | ---------------------------------- | ------------------------------------------------ | ------------------------------------- | --------- | ------- |
| Puławy               | Azoty-Puławy                       | Hala sportowa MOSiR                              | ul. Aleja Partyzantów 11 Puławy       | 711       |         |
| Głogów               | Chrobry Głogów                     | Hala widowiskowo-sportowa im. Ryszarda Matuszaka | ul. Wita Stwosza 1 Głogów             | 2500      |         |
| Zabrze               | NMC Górnik Zabrze                  | Hala sportowa Pogoń Zabrze                       | ul. Wolności 406 Zabrze               | 1000      |         |
| Opole                | Gwardia Opole                      | Hala Gwardii im. Jerzego Klempela w Opolu        | ul. Kowalska 2 Opole                  | 1000      |         |
| Legionowo            | KPR Legionowo                      | Arena Legionowo                                  | ul.Chrobrego 50b Legionowo            | 1989      |         |
| Elbląg               | Meble Wójcik Elbląg                | Centrum Sportowo-Biznesowe w Elblągu             | ul. Grunwaldzka 135 Elbląg            | 2500      |         |
| Kwidzyn              | MMTS Kwidzyn                       | Kompleks Widowiskowo-Sportowy KCSiR              | ul. Wiejska 1 Kwidzyn                 | 1504      |         |
| Płock                | Orlen Wisła Płock                  | Orlen Arena                                      | ul. Plac Celebry Papieskiej 1 Płock   | 5492      |         |
| Mielec               | Stal Mielec                        | Gimnazjum nr 2 w Mielcu                          | ul. Grunwaldzka 7 Mielec              | 300       |         |
| Piotrków Trybunalski | Piotrkowianin Piotrków Trybunalski | Hala Relax                                       | al. 3 Maja 6 B Piotrków Trybunalski   | 800       |         |
| Szczecin             | Pogoń Szczecin                     | Arena Szczecin                                   | ul. Władysława Szafera 3/5/7 Szczecin | 5403      |         |
| Kielce               | Vive Tauron Kielce                 | Hala Legionów                                    | ul. Leszka Drogosza 15 Kielce         | 4200      |         |
| Gdańsk               | Wybrzeże Gdańsk                    | Hala widowiskowo-sportowa                        | ul. Wiejska 1 Gdańsk                  | 1700      |         |
| Gdańsk Sopot         | Wybrzeże Gdańsk                    | Ergo Arena                                       | pl. Dwóch Miast 1 Gdańsk/Sopot        | 10731     |         |
| Lubin                | Zagłębie Lubin                     | RCS Lubin                                        | ul. Odrodzenia 28b Lubin              | 3714      |         |

## Rozgrywki

### Runda zasadnicza

#### Grupa Granatowa
awans ćwierćfinałów
     baraże o ćwierćfinał
Tabela
| Lp | Drużyna             | M  | Mecze | Mecze | Mecze | Mecze | Bramki | Bramki | Bramki | Pkt | Uwagi |
| Lp | Drużyna             | M  | PB    | W2    | P1    | P0    | +      | -      | +/-    | Pkt | Uwagi |
| -- | ------------------- | -- | ----- | ----- | ----- | ----- | ------ | ------ | ------ | --- | ----- |
| 1  | Vive Tauron Kielce  | 26 | 12    | 26    | 0     | 0     | 848    | 634    | +214   | 64  |       |
| 2  | MMTS Kwidzyn        | 26 | 8     | 17    | 1     | 8     | 705    | 690    | +15    | 43  |       |
| 3  | Wybrzeże Gdańsk     | 26 | 6     | 13    | 0     | 13    | 682    | 721    | −39    | 32  |       |
| 4  | Chrobry Głogów      | 26 | 6     | 12    | 0     | 14    | 697    | 745    | −48    | 30  |       |
| 5  | Pogoń Szczecin      | 26 | 4     | 9     | 0     | 17    | 686    | 771    | −85    | 22  |       |
| 6  | KPR Legionowo       | 26 | 4     | 7     | 1     | 18    | 661    | 720    | −59    | 19  |       |
| 7  | Meble Wójcik Elbląg | 26 | 2     | 4     | 0     | 22    | 570    | 689    | −119   | 10  |       |

Źródło: pgnig-superliga.pl (pol.)
Zasady ustalania kolejności: 1. liczba zdobytych punktów; 2.większa liczba punktów bonusowych; 3.większa różnica bramek ze wszystkich zawodów; 4. większa liczba zdobytych bramek ze wszystkich zawodów. 
Lp = pozycja; M = liczba meczów rozegranych; PB = punkty bonusowe (+1 pkt);   W2 = liczba meczów wygranych za 2 pkt;
 P1 = liczba meczów przegranych po dogrywce/karnych (za 1 pkt); P0 = liczba meczów przegranych bez dogrywki/karnych;
B+ = bramki zdobyte; B- = bramki stracone;  Pkt = liczba zdobytych punktów

#### Grupa Pomarańczowa
awans ćwierćfinałów
     baraże o ćwierćfinał
Tabela
| Lp | Drużyna                            | M  | Mecze | Mecze | Mecze | Mecze | Bramki | Bramki | Bramki | Pkt | Uwagi |
| Lp | Drużyna                            | M  | PB    | W2    | P1    | P0    | +      | -      | +/-    | Pkt | Uwagi |
| -- | ---------------------------------- | -- | ----- | ----- | ----- | ----- | ------ | ------ | ------ | --- | ----- |
| 1  | Orlen Wisła Płock                  | 26 | 11    | 23    | 0     | 3     | 856    | 607    | +249   | 57  |       |
| 2  | Azoty-Puławy                       | 26 | 9     | 20    | 1     | 5     | 801    | 701    | +100   | 50  |       |
| 3  | Gwardia Opole                      | 26 | 8     | 16    | 0     | 10    | 712    | 722    | −10    | 40  |       |
| 4  | NMC Górnik Zabrze                  | 26 | 7     | 16    | 0     | 10    | 772    | 715    | +57    | 39  |       |
| 5  | Stal Mielec                        | 26 | 2     | 8     | 0     | 18    | 633    | 741    | −108   | 18  |       |
| 6  | Zagłębie Lubin                     | 26 | 3     | 6     | 0     | 20    | 685    | 747    | −62    | 15  |       |
| 7  | Piotrkowianin Piotrków Trybunalski | 26 | 2     | 5     | 1     | 20    | 667    | 772    | −105   | 13  |       |

Źródło: pgnig-superliga.pl (pol.)
Zasady ustalania kolejności: 1. liczba zdobytych punktów; 2.większa liczba punktów bonusowych; 3.większa różnica bramek ze wszystkich zawodów; 4. większa liczba zdobytych bramek ze wszystkich zawodów. 
Lp = pozycja; M = liczba meczów rozegranych; PB = punkty bonusowe (+1 pkt);   W2 = liczba meczów wygranych za 2 pkt;
 P1 = liczba meczów przegranych po dogrywce/karnych (za 1 pkt); P0 = liczba meczów przegranych bez dogrywki/karnych;
B+ = bramki zdobyte; B- = bramki stracone;  Pkt = liczba zdobytych punktów

Wyniki
| Gospodarz \ Gość1                  | PUL    | GLO   | ZAB   | OPO   | LEG    | ELB   | KWI    | PLO   | PIO   | SZC   | MIE   | KSK   | GDA   | LUB   |
| Azoty-Puławy                       |        | 29:24 | 34:26 | 27:23 | 31:26  | 31:21 | 33:21  | 25:29 | 34:24 | 34:25 | 29:22 | 32:40 | 29:32 | 36:23 |
| Chrobry Głogów                     | 25:26  |       | 29:26 | 23:28 | 29:23  | 28:23 | 22:28  | 25:32 | 34:28 | 29:24 | 18:21 | 24:39 | 33:28 | 31:28 |
| NMC Górnik Zabrze                  | 36:34  | 41:27 |       | 30:32 | 31:27  | 24:13 | 28:29  | 26:29 | 32:25 | 37:26 | 27:21 | 27:36 | 30:28 | 31:23 |
| Gwardia Opole                      | 24:30  | 23:29 | 29:27 |       | 25:23  | 24:21 | 23:28  | 21:39 | 34:24 | 30:29 | 33:27 | 24:33 | 27:24 | 34:29 |
| KPR Legionowo                      | 27:30  | 31:26 | 27:28 | 25:26 |        | 28:25 | 21:29  | 23:33 | 30:33 | 35:25 | 31:23 | 24:32 | 25:27 | 26:25 |
| Meble Wójcik Elbląg                | 26:31  | 20:30 | 26:27 | 23:20 | 23:24  |       | 21:23  | 24:29 | 16:14 | 22:18 | 20:21 | 20:26 | 25:29 | 29:33 |
| MMTS Kwidzyn                       | 27:29  | 29:26 | 25:23 | 27:20 | 23:20  | 25:28 |        | 19:35 | 29:25 | 37:31 | 25:26 | 27:32 | 31:23 | 29:25 |
| Orlen Wisła Płock                  | 29:24  | 37:20 | 33:21 | 38:28 | 26:17  | 36:22 | 39:37k |       | 35:24 | 41:22 | 37:18 | 18:23 | 39:27 | 35:16 |
| Piotrkowianin Piotrków Trybunalski | 29:31  | 33:34 | 29:36 | 34:39 | 29:26d | 28:23 | 29:30d | 26:25 |       | 25:28 | 23:25 | 19:30 | 25:28 | 35:16 |
| Pogoń Szczecin                     | 23:33  | 28:22 | 25:33 | 25:30 | 25:23  | 32:24 | 28:25  | 22:33 | 28:22 |       | 39:29 | 27:35 | 26:27 | 30:28 |
| Stal Mielec                        | 29:33  | 30:27 | 27:32 | 23:31 | 24:30  | 21:18 | 22:28  | 20:34 | 31:25 | 32:25 |       | 23:35 | 25:27 | 24:27 |
| Vive Tauron Kielce                 | 39:38d | 36:24 | 33:29 | 34:23 | 32:26  | 36:21 | 35:24  | 26:23 | 31:21 | 29:23 | 35:23 |       | 33:25 | 28:22 |
| Wybrzeże Gdańsk                    | 23:28  | 26:28 | 25:33 | 24:33 | 26:20  | 22:17 | 22:25  | 25:36 | 31:20 | 30:25 | 24:23 | 19:31 |       | 33:28 |
| Zagłębie Lubin                     | 28:30  | 28:30 | 23:31 | 26:28 | 34:23  | 29:19 | 24:25  | 26:36 | 24:26 | 26:27 | 28:23 | 28:29 | 26:27 |       |

Źródło: zprp.pl (pol.)
1Drużyna gospodarzy jest wymieniona po lewej stronie tabeli.
W relacjach TV z rozgrywek krajowych Vive Tauron Kielce opisywany jest jako KIE, zaś w rozgrywkach europejskich używany jest skrót KSK dla odróżenienia od zespołu THW Kiel.
W kolumnie Gospodarz \ Gość na szaro zostały zaznaczone zespoły z Grupy Pomarańczowej.
Litera d po wyniku oznacza mecz rozstrzygnięty po dogrywce, litera k – po rzutach karnych.
Kolory: Niebieski = wygrana gospodarzy; Biały = remis; Czerwony = zwycięstwo gości.

#### Tabela zbiorcza po rundzie zasadniczej
| Lp | Drużyna                            | M  | Mecze | Mecze | Mecze | Mecze | Bramki | Bramki | Bramki | Pkt | Uwagi |
| Lp | Drużyna                            | M  | PB    | W2    | P1    | P0    | +      | -      | +/-    | Pkt | Uwagi |
| -- | ---------------------------------- | -- | ----- | ----- | ----- | ----- | ------ | ------ | ------ | --- | ----- |
| 1  | Vive Tauron Kielce                 | 26 | 12    | 26    | 0     | 0     | 848    | 634    | +214   | 64  |       |
| 2  | Orlen Wisła Płock                  | 26 | 11    | 23    | 0     | 3     | 856    | 607    | +249   | 57  |       |
| 3  | Azoty-Puławy                       | 26 | 9     | 20    | 1     | 5     | 801    | 701    | +100   | 50  |       |
| 4  | MMTS Kwidzyn                       | 26 | 8     | 17    | 1     | 8     | 705    | 690    | +15    | 43  |       |
| 5  | Gwardia Opole                      | 26 | 8     | 16    | 0     | 10    | 712    | 722    | −10    | 40  |       |
| 6  | NMC Górnik Zabrze                  | 26 | 7     | 16    | 0     | 10    | 772    | 715    | +57    | 39  |       |
| 7  | Wybrzeże Gdańsk                    | 26 | 6     | 13    | 0     | 13    | 682    | 721    | −39    | 32  |       |
| 8  | Chrobry Głogów                     | 26 | 6     | 12    | 0     | 14    | 697    | 745    | −48    | 30  |       |
| 9  | Pogoń Szczecin                     | 26 | 4     | 9     | 0     | 17    | 686    | 771    | −85    | 22  |       |
| 10 | KPR Legionowo                      | 26 | 4     | 7     | 1     | 18    | 661    | 720    | −59    | 19  |       |
| 11 | Stal Mielec                        | 26 | 2     | 8     | 0     | 18    | 633    | 741    | −108   | 18  |       |
| 12 | Zagłębie Lubin                     | 26 | 3     | 6     | 0     | 20    | 685    | 747    | −62    | 15  |       |
| 13 | Piotrkowianin Piotrków Trybunalski | 26 | 2     | 5     | 1     | 20    | 667    | 772    | −105   | 13  |       |
| 14 | Meble Wójcik Elbląg                | 26 | 2     | 4     | 0     | 22    | 570    | 689    | −119   | 10  |       |

Źródło: pgnig-superliga.pl (pol.)
Zasady ustalania kolejności: 1. liczba zdobytych punktów; 2.większa liczba punktów bonusowych; 3.większa różnica bramek ze wszystkich zawodów; 4. większa liczba zdobytych bramek ze wszystkich zawodów. 
Lp = pozycja; M = liczba meczów rozegranych; PB = punkty bonusowe (+1 pkt);   W2 = liczba meczów wygranych za 2 pkt;
 P1 = liczba meczów przegranych po dogrywce/karnych (za 1 pkt); P0 = liczba meczów przegranych bez dogrywki/karnych;
B+ = bramki zdobyte; B- = bramki stracone;  Pkt = liczba zdobytych punktów

#### Baraże o rundę finałową
| Drużyna 1                            | Wynik dwumeczu | Drużyna 2         | Pierwszy mecz | Drugi mecz |
| ------------------------------------ | -------------- | ----------------- | ------------- | ---------- |
| Pogoń Szczecin                       | 51:60          | Chrobry Głogów    | 33:30         | 18:30      |
| Stal Mielec                          | 54:62          | NMC Górnik Zabrze | 27:28         | 27:34      |
| Po lewej gospodarz pierwszego meczu. |                |                   |               |            |

Wyniki
| 11 kwietnia 201718:30 | Stal Mielec   | 27:28(15:14) | NMC Górnik Zabrze | gospodarz Widzów: 270 Sędzia: Cezary Figarski, Dariusz Żak (Radom) |
| 11 kwietnia 201718:30 | Paweł Wilk 10 | 27:28(15:14) | 6 Andrzej Kryński | gospodarz Widzów: 270 Sędzia: Cezary Figarski, Dariusz Żak (Radom) |
| 11 kwietnia 201718:30 | 3× · 3×       | 27:28(15:14) | 3× · 4×           | gospodarz Widzów: 270 Sędzia: Cezary Figarski, Dariusz Żak (Radom) |

| 12 kwietnia 201718:30 | Pogoń Szczecin   | 33:30(17:15) | Chrobry Głogów   | gospodarz Widzów: 500 Sędzia: Krzysztof Bąk, Kamil Ciesielski (Zielona Góra) |
| 12 kwietnia 201718:30 | Kirył Kniazieu 9 | 33:30(17:15) | 10 Marek Świtała | gospodarz Widzów: 500 Sędzia: Krzysztof Bąk, Kamil Ciesielski (Zielona Góra) |
| 12 kwietnia 201718:30 | 5× · 3×          | 33:30(17:15) | 5× · 3×          | gospodarz Widzów: 500 Sędzia: Krzysztof Bąk, Kamil Ciesielski (Zielona Góra) |

| 13 kwietnia 201718:30 | NMC Górnik Zabrze    | 34:27(16:11) | Stal Mielec         | gospodarz Widzów: 600 Sędzia: Andrzej Kierczak (Michałowice) Tomasz Wrona (Kraków) |
| 13 kwietnia 201718:30 | Bartłomiej Tomczak 6 | 34:27(16:11) | 8 Marcin Miedziński | gospodarz Widzów: 600 Sędzia: Andrzej Kierczak (Michałowice) Tomasz Wrona (Kraków) |
| 13 kwietnia 201718:30 | 5× · 3×              | 34:27(16:11) | 2× · 3×             | gospodarz Widzów: 600 Sędzia: Andrzej Kierczak (Michałowice) Tomasz Wrona (Kraków) |

| 15 kwietnia 201713:00 | Chrobry Głogów  | 30:18(14:9) | Pogoń Szczecin    | gospodarz Widzów: 1300 Sędzia: Joanna Brehmer (Mikołów) Agnieszka Skowronek (Ruda Śląska) |
| 15 kwietnia 201713:00 | Marek Świtała 8 | 30:18(14:9) | 5 Wojciech Zydroń | gospodarz Widzów: 1300 Sędzia: Joanna Brehmer (Mikołów) Agnieszka Skowronek (Ruda Śląska) |
| 15 kwietnia 201713:00 | 4× · 4×         | 30:18(14:9) | 4× · 1×           | gospodarz Widzów: 1300 Sędzia: Joanna Brehmer (Mikołów) Agnieszka Skowronek (Ruda Śląska) |

### Puchar PGNiG Superligi
O Puchar PGNiG Superligi zagrają zespoły:
- z miejsc 6-7 obydwu grup oraz przegrani z meczów barażowych do rundy finałowej (o "Dziką kartę") – stworzyli pierwszą grupę – Grupa Suzuki
- przegrani z ćwierćfinałów – stworzyli drugą grupę – Grupa Select.

Mecze w obydwu grupach odbywać się będą systemem każdy z każdy bez meczów rewanżowych i zwycięzcy obydwu grup zagrają mecz o puchar.

#### Grupa Suzuki
| Lp | Drużyna                            | M | Mecze | Mecze | Mecze | Bramki | Bramki | Bramki | Pkt | Uwagi |
| Lp | Drużyna                            | M | W2    | P1    | P0    | +      | -      | +/-    | Pkt | Uwagi |
| -- | ---------------------------------- | - | ----- | ----- | ----- | ------ | ------ | ------ | --- | ----- |
| 1  | Pogoń Szczecin                     | 5 | 4     | 0     | 1     | 138    | 141    | −3     | 8   |       |
| 2  | Zagłębie Lubin                     | 5 | 3     | 0     | 2     | 146    | 131    | +15    | 6   |       |
| 3  | KPR Legionowo                      | 5 | 3     | 0     | 2     | 133    | 137    | −4     | 6   |       |
| 4  | Piotrkowianin Piotrków Trybunalski | 5 | 2     | 1     | 2     | 156    | 145    | +11    | 5   |       |
| 5  | Meble Wójcik Elbląg                | 5 | 2     | 0     | 3     | 123    | 124    | −1     | 4   |       |
| 6  | Stal Mielec                        | 5 | 1     | 0     | 4     | 131    | 149    | −18    | 2   |       |

Źródło: pgnig-superliga.pl (pol.)
Zasady ustalania kolejności: 1. liczba zdobytych punktów; 2.większa różnica bramek ze wszystkich zawodów; 3. większa liczba zdobytych bramek ze wszystkich zawodów. 
Lp = pozycja; M = liczba meczów rozegranych;    W2 = liczba meczów wygranych za 2 pkt;
 P1 = liczba meczów przegranych po dogrywce/karnych (za 1 pkt); P0 = liczba meczów przegranych bez dogrywki/karnych;
B+ = bramki zdobyte; B- = bramki stracone;  Pkt = liczba zdobytych punktów

Wyniki
| Gospodarz \ Gość1                  | LEG   | ELB   | PIO    | SZC   | MIE   | LUB   |
| KPR Legionowo                      |       | 16:26 | 37:36k |       |       | 28:25 |
| Meble Wójcik Elbląg                |       |       |        | 25:28 | 27:24 |       |
| Piotrkowianin Piotrków Trybunalski |       | 33:23 |        | 28:31 |       |       |
| Pogoń Szczecin                     | 25:22 |       |        |       |       | 23:40 |
| Stal Mielec                        | 25:30 |       | 25:32  | 26:31 |       |       |
| Zagłębie Lubin                     |       | 23:22 | 29:27  |       | 29:31 |       |

Źródło: zprp.pl (pol.)
1Drużyna gospodarzy jest wymieniona po lewej stronie tabeli.
Kolory: Niebieski = wygrana gospodarzy; Biały = remis; Czerwony = zwycięstwo gości.

#### Grupa Select
| Lp | Drużyna           | M | Mecze | Mecze | Mecze | Bramki | Bramki | Bramki | Pkt | Uwagi |
| Lp | Drużyna           | M | W2    | P1    | P0    | +      | -      | +/-    | Pkt | Uwagi |
| -- | ----------------- | - | ----- | ----- | ----- | ------ | ------ | ------ | --- | ----- |
| 1  | NMC Górnik Zabrze | 3 | 3     | 0     | 0     | 89     | 73     | +16    | 6   |       |
| 2  | Wybrzeże Gdańsk   | 3 | 2     | 0     | 1     | 74     | 79     | −5     | 4   |       |
| 3  | Chrobry Głogów    | 3 | 1     | 0     | 2     | 90     | 98     | −8     | 2   |       |
| 4  | Gwardia Opole     | 3 | 0     | 1     | 2     | 94     | 97     | −3     | 1   |       |

Źródło: pgnig-superliga.pl (pol.)
Zasady ustalania kolejności: 1. liczba zdobytych punktów; 2.większa różnica bramek ze wszystkich zawodów; 3. większa liczba zdobytych bramek ze wszystkich zawodów. 
Lp = pozycja; M = liczba meczów rozegranych;    W2 = liczba meczów wygranych za 2 pkt;
 P1 = liczba meczów przegranych po dogrywce/karnych (za 1 pkt); P0 = liczba meczów przegranych bez dogrywki/karnych;
B+ = bramki zdobyte; B- = bramki stracone;  Pkt = liczba zdobytych punktów

Wyniki
| Gospodarz \ Gość1 | GLO    | OPO   | ZAB   | GDA   |
| Chrobry Głogów    |        |       |       | 24:27 |
| Gwardia Opole     | 40:41k |       | 28:29 |       |
| NMC Górnik Zabrze | 31:25  |       |       | 29:20 |
| Wybrzeże Gdańsk   |        | 27:26 |       |       |

Źródło: pgnig-superliga.pl (pol.)
1Drużyna gospodarzy jest wymieniona po lewej stronie tabeli.
Kolory: Niebieski = wygrana gospodarzy; Biały = remis; Czerwony = zwycięstwo gości.

#### Mecz o Puchar PGNiG Superligi
| Drużyna 1         | Wynik | Drużyna 2      |
| ----------------- | ----- | -------------- |
| NMC Górnik Zabrze | 34:25 | Pogoń Szczecin |

### Runda finałowa
|  | Ćwierćfinały       | Ćwierćfinały | Ćwierćfinały | Ćwierćfinały |  |  | Półfinały          | Półfinały | Półfinały | Półfinały |  |  |  | Finały             | Finały | Finały | Finały |
|  |                    |              |              |              |  |  |                    |           |           |           |  |  |  |                    |        |        |        |
|  | Nazwa zespołu      | Stan         | M1           | M2           |  |  | Nazwa zespołu      | Stan      | M1        | M2        |  |  |  | Nazwa zespołu      | Stan   | M1     | M2     |
|  |                    |              |              |              |  |  |                    |           |           |           |  |  |  |                    |        |        |        |
|  |                    |              |              |              |  |  |                    |           |           |           |  |  |  |                    |        |        |        |
|  | NMC Górnik Zabrze  | 0            | 23           | 19           |  |  |                    |           |           |           |  |  |  |                    |        |        |        |
|  | Vive Tauron Kielce | 2            | 33           | 32           |  |  |                    |           |           |           |  |  |  |                    |        |        |        |
|  |                    |              |              |              |  |  | Vive Tauron Kielce | 2         | 24        | 31        |  |  |  |                    |        |        |        |
|  |                    |              |              |              |  |  | MMTS Kwidzyn       | 0         | 19        | 26        |  |  |  |                    |        |        |        |
|  | MMTS Kwidzyn       | 1            | 29           | 22           |  |  |                    |           |           |           |  |  |  |                    |        |        |        |
|  | Gwardia Opole      | 1            | 24           | 25           |  |  |                    |           |           |           |  |  |  |                    |        |        |        |
|  |                    |              |              |              |  |  |                    |           |           |           |  |  |  | Vive Tauron Kielce | 2      | 25     | 31     |
|  |                    |              |              |              |  |  |                    |           |           |           |  |  |  | Orlen Wisła Płock  | 0      | 24     | 29     |
|  | Wybrzeże Gdańsk    | 0            | 24           | 21           |  |  |                    |           |           |           |  |  |  |                    |        |        |        |
|  | Azoty-Puławy       | 2            | 27           | 28           |  |  |                    |           |           |           |  |  |  |                    |        |        |        |
|  |                    |              |              |              |  |  | Azoty-Puławy       | 0         | 26        | 24        |  |  |  |                    |        |        |        |
|  |                    |              |              |              |  |  | Orlen Wisła Płock  | 2         | 29        | 33        |  |  |  |                    |        |        |        |
|  | Chrobry Głogów     | 0            | 21           | 31           |  |  |                    |           |           |           |  |  |  | MMTS Kwidzyn       | 1      | 24     | 20     |
|  | Orlen Wisła Płock  | 2            | 29           | 30           |  |  |                    |           |           |           |  |  |  | Azoty-Puławy       | 1      | 18     | 30     |

#### Ćwierćfinały
| 19 kwietnia 201718:30 | Gwardia Opole   | 24:29(8:13) | MMTS Kwidzyn      | gospodarz Widzów: 800 Sędzia: Sebastian Pelc, Jakub Pretzlaf (Rzeszów) |
| 19 kwietnia 201718:30 | Kamil Mokrzki 7 | 24:29(8:13) | 7 Michał Potoczny | gospodarz Widzów: 800 Sędzia: Sebastian Pelc, Jakub Pretzlaf (Rzeszów) |
| 19 kwietnia 201718:30 | 4× · 3×         | 24:29(8:13) | 3× · 3× · 1×      | gospodarz Widzów: 800 Sędzia: Sebastian Pelc, Jakub Pretzlaf (Rzeszów) |

| 20 kwietnia 201718:30 | Wybrzeże Gdańsk   | 24:27(12:13) | Azoty-Puławy           | gospodarz Widzów: 1100 Sędzia: Jakub Jerlecki, Maciej Łabuń (Szczecin) |
| 20 kwietnia 201718:30 | Paweł Niewrzawa 6 | 24:27(12:13) | 8 Przemysław Krajewski | gospodarz Widzów: 1100 Sędzia: Jakub Jerlecki, Maciej Łabuń (Szczecin) |
| 20 kwietnia 201718:30 | 6× · 3×           | 24:27(12:13) | 1× · 3×                | gospodarz Widzów: 1100 Sędzia: Jakub Jerlecki, Maciej Łabuń (Szczecin) |

| 23 kwietnia 201713:00 | Chrobry Głogów                        | 21:29(11:11) | Orlen Wisła Płock  | gospodarz Widzów: 1100 Sędzia: Andrzej Rajkiewicz (Szczecin) Jakub Tarczykowski (Osina) |
| 23 kwietnia 201713:00 | Adam Babicz 5 Dominik Płócienniczak 5 | 21:29(11:11) | 6 Valentin Ghionea | gospodarz Widzów: 1100 Sędzia: Andrzej Rajkiewicz (Szczecin) Jakub Tarczykowski (Osina) |
| 23 kwietnia 201713:00 | 5× · 3×                               | 21:29(11:11) | 5× · 2× · 1×       | gospodarz Widzów: 1100 Sędzia: Andrzej Rajkiewicz (Szczecin) Jakub Tarczykowski (Osina) |

| 23 kwietnia 201715:15 | NMC Górnik Zabrze | 23:33(13:18) | Vive Tauron Kielce  | gospodarz Widzów: 1000 Sędzia: Damian Demczuk, Tomasz Rosik (Lubin) |
| 23 kwietnia 201715:15 | Marek Daćko 7     | 23:33(13:18) | 11 Tobias Reichmann | gospodarz Widzów: 1000 Sędzia: Damian Demczuk, Tomasz Rosik (Lubin) |
| 23 kwietnia 201715:15 | 7× · 3× · 1×      | 23:33(13:18) | 8× · 4× · 1×        | gospodarz Widzów: 1000 Sędzia: Damian Demczuk, Tomasz Rosik (Lubin) |

| 25 kwietnia 201718:30 | MMTS Kwidzyn      | 22:25(11:13) | Gwardia Opole                | gospodarz Widzów: 1200 Sędzia: Bartosz Leszczyński, Marcin Piechota (Płock) |
| 25 kwietnia 201718:30 | Adrian Nogowski 7 | 22:25(11:13) | 4 Kamil Mokrzki 4 Ignacy Bąk | gospodarz Widzów: 1200 Sędzia: Bartosz Leszczyński, Marcin Piechota (Płock) |
| 25 kwietnia 201718:30 | 1× · 3×           | 22:25(11:13) | 2× · 3×                      | gospodarz Widzów: 1200 Sędzia: Bartosz Leszczyński, Marcin Piechota (Płock) |

| 26 kwietnia 201718:30 | Azoty-Puławy           | 28:21(13:12) | Wybrzeże Gdańsk   | gospodarz Widzów: 700 Sędzia: Marek Baranowski (Warszawa) Bogdan Lemanowicz (Łąck) |
| 26 kwietnia 201718:30 | Przemysław Krajewski 6 | 28:21(13:12) | 5 Paweł Niewrzawa | gospodarz Widzów: 700 Sędzia: Marek Baranowski (Warszawa) Bogdan Lemanowicz (Łąck) |
| 26 kwietnia 201718:30 | 4× · 3×                | 28:21(13:12) | 6× · 3×           | gospodarz Widzów: 700 Sędzia: Marek Baranowski (Warszawa) Bogdan Lemanowicz (Łąck) |

| 29 kwietnia 201713:00 | Vive Tauron Kielce | 32:19(18:7) | NMC Górnik Zabrze | gospodarz Widzów: 2000 Sędzia: Cezary Figarski, Dariusz Żak (Radom) |
| 29 kwietnia 201713:00 | Paweł Paczkowski 6 | 32:19(18:7) | 6 Marek Daćko     | gospodarz Widzów: 2000 Sędzia: Cezary Figarski, Dariusz Żak (Radom) |
| 29 kwietnia 201713:00 | 5× · 3×            | 32:19(18:7) | 6× · 3×           | gospodarz Widzów: 2000 Sędzia: Cezary Figarski, Dariusz Żak (Radom) |

| 30 kwietnia 201713:00 | Orlen Wisła Płock | 30:21(17:8) | Chrobry Głogów                   | gospodarz Widzów: 2200 Sędzia: Paweł Kaszubski, Piotr Wojdyr (Gdańsk) |
| 30 kwietnia 201713:00 | Lovro Mihić 6     | 30:21(17:8) | 5 Marek Świtała 5 Grzegorz Sobut | gospodarz Widzów: 2200 Sędzia: Paweł Kaszubski, Piotr Wojdyr (Gdańsk) |
| 30 kwietnia 201713:00 | 2× · 3×           | 30:21(17:8) | 2× · 3×                          | gospodarz Widzów: 2200 Sędzia: Paweł Kaszubski, Piotr Wojdyr (Gdańsk) |

#### Półfinały
| 13 maja 201713:00 | MMTS Kwidzyn                     | 19:24(11:12) | Vive Tauron Kielce                                        | gospodarz Widzów: 1300 Sędzia: Marek Baranowski (Warszawa) Bogdan Lemanowicz (Łąck) |
| 13 maja 201713:00 | Michał Peret 4 Adrian Nogowski 4 | 19:24(11:12) | 5 Julen Aguinagalde 5 Krzysztof Lijewski 5 Karol Bielecki | gospodarz Widzów: 1300 Sędzia: Marek Baranowski (Warszawa) Bogdan Lemanowicz (Łąck) |
| 13 maja 201713:00 | 4× · 3×                          | 19:24(11:12) | 4× · 4×                                                   | gospodarz Widzów: 1300 Sędzia: Marek Baranowski (Warszawa) Bogdan Lemanowicz (Łąck) |

| 14 maja 201713:00 | Azoty-Puławy       | 26:29(14:16) | Orlen Wisła Płock | gospodarz Widzów: 650 Sędzia: Andrzej Kierczak (Michałowice) Tomasz Wrona (Kraków) |
| 14 maja 201713:00 | Rafał Przybylski 7 | 26:29(14:16) | 6 Michał Daszek   | gospodarz Widzów: 650 Sędzia: Andrzej Kierczak (Michałowice) Tomasz Wrona (Kraków) |
| 14 maja 201713:00 | 2× · 2×            | 26:29(14:16) | 5× · 3×           | gospodarz Widzów: 650 Sędzia: Andrzej Kierczak (Michałowice) Tomasz Wrona (Kraków) |

| 16 maja 201718:30 | Vive Tauron Kielce                       | 31:26(14:11) | MMTS Kwidzyn   | gospodarz Widzów: 2500 Sędzia: Andrzej Kierczak (Michałowice) Tomasz Wrona (Kraków) |
| 16 maja 201718:30 | Julen Aguinagalde 5 Mateusz Jachlewski 5 | 31:26(14:11) | 7 Marek Szpera | gospodarz Widzów: 2500 Sędzia: Andrzej Kierczak (Michałowice) Tomasz Wrona (Kraków) |
| 16 maja 201718:30 | 3× · 3×                                  | 31:26(14:11) | 3× · 2× · 1×   | gospodarz Widzów: 2500 Sędzia: Andrzej Kierczak (Michałowice) Tomasz Wrona (Kraków) |

| 17 maja 201718:30 | Orlen Wisła Płock  | 33:24(18:10) | Azoty-Puławy      | gospodarz Widzów: 2000 Sędzia: Jakub Jerlecki, Maciej Łabuń (Szczecin) |
| 17 maja 201718:30 | Valentin Ghionea 6 | 33:24(18:10) | 6 Krzysztof Łyżwa | gospodarz Widzów: 2000 Sędzia: Jakub Jerlecki, Maciej Łabuń (Szczecin) |
| 17 maja 201718:30 | 6× · 3×            | 33:24(18:10) | 2× · 2×           | gospodarz Widzów: 2000 Sędzia: Jakub Jerlecki, Maciej Łabuń (Szczecin) |

#### Mecz o 3. miejsce
| 23 maja 201720:15 | MMTS Kwidzyn      | 24:18(12:9) | Azoty-Puławy                           | gospodarz Widzów: 1400 Sędzia: Bartosz Leszczyński, Marcin Piechota (Płock) |
| 23 maja 201720:15 | Michał Potoczny 6 | 24:18(12:9) | 5 Bartosz Jurecki 5 Patryk Kuchczyński | gospodarz Widzów: 1400 Sędzia: Bartosz Leszczyński, Marcin Piechota (Płock) |
| 23 maja 201720:15 | 6× · 3× · 1×      | 24:18(12:9) | 6× · 3×                                | gospodarz Widzów: 1400 Sędzia: Bartosz Leszczyński, Marcin Piechota (Płock) |

| 26 maja 201720:15 | Azoty-Puławy   | 30:20(17:12) | MMTS Kwidzyn      | gospodarz Widzów: 750 Sędzia: Cezary Figarski, Dariusz Żak (Radom) |
| 26 maja 201720:15 | Nikola Prce 10 | 30:20(17:12) | 6 Adrian Nogowski | gospodarz Widzów: 750 Sędzia: Cezary Figarski, Dariusz Żak (Radom) |
| 26 maja 201720:15 | 7× · 3×        | 30:20(17:12) | 4× · 3×           | gospodarz Widzów: 750 Sędzia: Cezary Figarski, Dariusz Żak (Radom) |

#### Finał[38]
| 24 maja 201718:30 | Orlen Wisła Płock  | 24:25(12:12) | Vive Tauron Kielce | gospodarz Widzów: 4900 Sędzia: Krzysztof Bąk, Kamil Ciesielski (Zielona Góra) |
| 24 maja 201718:30 | Valentin Ghionea 5 | 24:25(12:12) | 5 Tobias Reichmann | gospodarz Widzów: 4900 Sędzia: Krzysztof Bąk, Kamil Ciesielski (Zielona Góra) |
| 24 maja 201718:30 | 8× · 3× · 1×       | 24:25(12:12) | 9× · 3× · 1×       | gospodarz Widzów: 4900 Sędzia: Krzysztof Bąk, Kamil Ciesielski (Zielona Góra) |

| 27 maja 201714:00 | Vive Tauron Kielce | 31:29(17:14) | Orlen Wisła Płock  | gospodarz Widzów: 4150 Sędzia: Andrzej Chrzan, Michał Janas (Tarnów) |
| 27 maja 201714:00 | 8 Karol Bielecki   | 31:29(17:14) | Dmitrij Żytnikow 6 | gospodarz Widzów: 4150 Sędzia: Andrzej Chrzan, Michał Janas (Tarnów) |
| 27 maja 201714:00 | 8× · 2×            | 31:29(17:14) | 9× · 4× · 1×       | gospodarz Widzów: 4150 Sędzia: Andrzej Chrzan, Michał Janas (Tarnów) |

## Klasyfikacja końcowa
| Miejsce | Drużyna                            | Uwagi                               |
| ------- | ---------------------------------- | ----------------------------------- |
| złoto   | Vive Tauron Kielce                 | Liga Mistrzów                       |
| srebro  | Orlen Wisła Płock                  | Liga Mistrzów – "dzika karta"       |
| brąz    | Azoty-Puławy                       | Puchar EHF                          |
| 4.      | MMTS Kwidzyn                       | rezygnacja                          |
| 5.      | NMC Górnik Zabrze                  | rezygnacja / Puchar PGNiG Superligi |
| 6.      | Wybrzeże Gdańsk                    |                                     |
| 7.      | Chrobry Głogów                     |                                     |
| 8.      | Gwardia Opole                      | Puchar EHF                          |
| 9.      | Pogoń Szczecin                     |                                     |
| 10.     | Zagłębie Lubin                     |                                     |
| 11.     | KPR Legionowo                      |                                     |
| 12.     | Piotrkowianin Piotrków Trybunalski |                                     |
| 13.     | Meble Wójcik Elbląg                |                                     |
| 14.     | Stal Mielec                        |                                     |

## Klasyfikacja strzelców
Klasyfikacja strzelców obejmuje wszystkie mecze: rundy zasadniczej, finałowej oraz o Puchar Superligi. Tytuł Króla strzelców został przyznany po rundzie zasadniczej, został nim Witalij Titow z KPR Legionowo za zdobycie 175 bramek.
| Lp. | Bramki | Mecze | Strzelec           | Drużyna           |
| --- | ------ | ----- | ------------------ | ----------------- |
| 1.  | 210    | 31    | Witalij Titow      | KPR Legionowo     |
| 2.  | 203    | 33    | Marek Daćko        | NMC Górnik Zabrze |
| 3.  | 162    | 321   | Mateusz Seroka     | MMTS Kwidzyn      |
| 4.  | 160    | 30    | Arkadiusz Moryto   | Zagłębie Lubin    |
| 5.  | 153    | 32    | Rafał Przybylski   | Azoty-Puławy      |
| 6.  | 152    | 34    | Bartłomiej Tomczak | NMC Górnik Zabrze |
| 7.  | 138    | 32    | Krzysztof Łyżwa    | Azoty-Puławy      |
| 8.  | 136    | 32    | Valentin Ghionea   | Orlen Wisła Płock |
| 9.  | 131    | 31    | Antoni Łangowski   | Gwardia Opole     |
| 10. | 125    | 31    | Michał Lemaniak    | Gwardia Opole     |
| 10. | 125    | 31    | Nikola Prce        | Azoty-Puławy      |

Stan na 27 maja po zakończeniu rozgrywek.

## Niebieskie kartki
Następujący zawodnicy otrzymali  i zostali zawieszeni na co najmniej jeden mecz:
- Tomasz Klinger w meczu KPR Legionowo – MMTS Kwidzyn – zawieszenie na dwa mecze[43]